# Lineus bioculatus
Lineus bioculatus är en djurart som tillhör fylumet slemmaskar, och som beskrevs av Scott D. Sundberg och Gibson 1995. Lineus bioculatus ingår i släktet Lineus och familjen Lineidae. Inga underarter finns listade i Catalogue of Life.